# Hyposidra decipiens
Hyposidra decipiens är en fjärilsart som beskrevs av Walker 1860. Hyposidra decipiens ingår i släktet Hyposidra och familjen mätare. Inga underarter finns listade i Catalogue of Life.